# Красна Слобода (Кулундинський район)
Кра́сна Слобода́ (рос. Красная Слобода) — село у складі Кулундинського району Алтайського краю, Росія. Входить до складу Константиновської сільської ради.

## Населення
Населення — 93 особи (2010; 120 у 2002).
Національний склад (станом на 2002 рік):
- росіяни — 82 %